# Lamothe-Cassel
Lamothe-Cassel ist eine französische Gemeinde mit 113 Einwohnern (Stand 1. Januar 2022) im Département Lot in der Region Okzitanien. Sie gehört zum Arrondissement Gourdon und zum Kanton Causse et Bouriane. 
Nachbargemeinden sind Frayssinet im Norden, Cœur de Causse im Osten, Les Pechs du Vers im Süden, Ussel im Südwesten und Montamel im Westen.

## Bevölkerungsentwicklung
| Jahr      | 1962 | 1968 | 1975 | 1982 | 1990 | 1999 | 2006 | 2018 |
| --------- | ---- | ---- | ---- | ---- | ---- | ---- | ---- | ---- |
| Einwohner | 116  | 126  | 109  | 121  | 107  | 107  | 101  | 123  |